# Teixidor de clatell daurat
El teixidor de clatell daurat (Ploceus aureonucha) és un ocell de la família dels ploceids (Ploceidae).

## Hàbitat i distribució
Habita els boscos al nord-est de la República Democràtica del Congo.